# Михаи Лазар
Михаи Лазар (енгл. Mihai Lazăr; 3. новембар 1986) професионални је рагбиста и румунски репрезентативац, који тренутно игра за Олимпик Кастр. Висок је 189 цм, тежак је 114 кг и игра на позицији стуба. Играо је за Поли Лази 2002–2009, Стеауа Букурешт рагби (11 утакмица) 2005–2009, ЦА Сент Етјетен 2009–2010. (23 утакмица) и Провенс рагби (44 утакмице, 1 есеј) 2010–2012. Лета 2012. потписао је за Олимпик Кастр, са којим је 2013. освојио титулу шампиона Француске. За Кастр је до сада одиграо 73 утакмица. За репрезентацију Румуније је дебитовао против Чешке 2008. Играо је на 2 светска првенства и дао је 1 есеј против Шкотске. До сада је за репрезентацију Румуније одиграо 51 тест меч и постигао 2 есеја.